# Ornithoctona soror
Ornithoctona soror är en tvåvingeart som beskrevs av Ferris 1926. Ornithoctona soror ingår i släktet Ornithoctona och familjen lusflugor. Inga underarter finns listade i Catalogue of Life.